# 帕姆代爾 (明尼蘇達州)
帕姆代爾（英語：Palmdale）是位於美國明尼蘇達州奇薩戈縣謝弗鎮區的一個非建制地區。

## 地理
帕姆代爾所處的海拔為高於海平面285米（即935英呎），而該地所採用的時區為UTC-6，即北美中部時區（CST）。同時該地設有夏令時間，為UTC-6調快一小時，即UTC-5（CDT）。